# Jacques Dauer
 (août 2015).
Si vous disposez d'ouvrages ou d'articles de référence ou si vous connaissez des sites web de qualité traitant du thème abordé ici, merci de compléter l'article en donnant les références utiles à sa vérifiabilité et en les liant à la section « Notes et références ».
Jacques Dauer, né le 20 janvier 1926 à Paris et mort le 1er septembre 2008 à Neuilly-sur-Seine (Hauts-de-Seine), est un homme politique et journaliste français lié au gaullisme.

## Biographie

### Jeunesse et engagement gaulliste
Fils de l'imprimeur Edmond Dauer, petit-fils de Léon Dauer, Jacques Maurice Dauer est né le 20 janvier 1926. Il est d'ascendance alsacienne et corrézienne. Il reprend l'imprimerie familiale, dont il deviendra en 1977 le PDG Il commença son activité politique par des actes de résistance isolés avant de s'engager dans l'Armée française de la Libération, au 1er bataillon de choc. Il codirigea le "RPF jeunes" avec Pierre Lefranc, époque à laquelle il rencontra à plusieurs reprises le général de Gaulle, connut Michel Debré et André Malraux. Pendant la traversée du désert du général, il continua à servir la propagande gaulliste, alors que le RPF avait été dissout. Il s'opposa, notamment, à la Communauté européenne de défense. En 1959, il publia avec Michel Rodet Le 13 mai sans complots. L'historienne du gaullisme, Odile Rudelle mentionne dans son ouvrage De Gaulle et la République paru en 1989 qu'il s'agit d'un témoignage capital sur le déroulement du retour du général de Gaulle au pouvoir.

### Le Mouvement pour la communauté
Quelques années après, il fonda le Mouvement pour la communauté (1959-1962), qui avait pour objectif de défendre la politique algérienne du général de Gaulle, et dont certains membres se mêlèrent aux activités para-policières des barbouzes. Ils furent désavoués aussitôt par Jacques Dauer dans un communiqué de presse. Il est aidé dans cette tâche de lutte contre l'OAS à Alger, par Lucien Bitterlin. Au cours de la lutte civile entre gaullistes et OAS, Dauer reçut de nombreuses menaces. Il dispose toutefois de moyens importants fournis par la métropole.
Dauer finit par mettre fin à ce mouvement, et publia avec Michel Rodet Les orphelins du gaullisme (1962). Indéfectiblement liés au général de Gaulle, ils émettent néanmoins des réserves à l'égard du parti gaulliste officiel et vis-à-vis de tendances qu'ils jugeaient trop droitières à l'intérieur du gaullisme. C'est ainsi qu'ils prirent rang auprès des gaullistes de gauche, tout près de Léo Hamon, Philippe Dechartre et de René Capitant. Le duo Dauer et Rodet fonda ensuite le Front du Progrès (en 1964). Hostile à la politique de Georges Pompidou, Jacques Dauer soutint énergiquement la candidature de Jacques Chaban-Delmas, notamment au nom des idées sociales du gaullisme et du projet de participation, au centre de ses articles, de ses conférences et de ses revendications.
Par la suite, Jacques Dauer s'investit dans la politique locale, sans être jamais élu. Il travailla notamment à la formation des maires et conseillers municipaux au sein du MNEL (Mouvement national des élus locaux, dont il fut le président pour la Seine-et-Marne). Il entra au RPR en 1980. Il se détacha pourtant du RPR, qu'il jugea trop peu gaulliste et trop peu social. En 1991, Jacques Dauer fit campagne contre le traité de Maastricht. En 1995, il apporta néanmoins son soutien à Jacques Chirac, qu'il critiqua par la suite parce qu'il enterrait le gaullisme. 
Pendant une quinzaine d'années, Jacques Dauer anima Radio Arc-en-Ciel, où il accueillit et interrogea nombre d'écrivains, d'hommes politiques, et de journalistes. Dauer s'est également intéressé aux questions religieuses, en luttant notamment pour l'autorisation de la messe en latin.
Dans les années 1998 à 2008, il prit part au courant souverainiste avec d'autres gaullistes comme Paul-Marie Coûteaux. En 1999, il signe pour s'opposer à la guerre en Serbie la pétition « Les Européens veulent la paix », initiée par le collectif Non à la guerre. Au sein de l'Académie du gaullisme, qu'il créa en 1994, puis qu'il présida de 1998 à sa mort, il organisa de nombreux dîners-débats à l'association des Français Libres, publia une Lettre de Jacques Dauer transformée en Lettre de l'Académie du gaullisme. Les derniers textes de Dauer éreintent Nicolas Sarkozy[réf. souhaitée]. Il est l'un des fondateurs, en 1997, de l'Alliance pour la souveraineté de la France, avec Francis Choisel et Bernard Chalumeau. 
Jacques Dauer meurt le 1er septembre 2008. Ses Archives sont déposées au Centre d'histoire contemporaine de l'Institut d'études politiques de Paris.